# Giải bóng đá vô địch quốc gia Moldova
Giải bóng đá vô địch quốc gia Moldova (Moldova Liga, tên chính thức là Liga 7777.md vì lý do tài trợ), là giải bóng đá hạng cao nhất của hệ thống giải bóng đá Moldova. Giải đấu được thành lập vào năm 1992, khi Moldova giành được độc lập từ Liên Xô. Giải đấu được thành lập thay thế cho các giải đấu cũ đã tồn tại từ năm 1945. Trước khi Liên Xô chiếm đóng Bessarabia và Bắc Bukovina vào năm 1940, các câu lạc bộ từ Moldova hiện đại đã tham gia các giải bóng đá România, đặc biệt là Nistru Chișinău.
Hiện tại có 8 đội tham gia giải đấu. Vào cuối mùa giải, câu lạc bộ xếp cuối bảng sẽ xuống chơi ở Liga 1 và được thay thế bởi đội vô địch của giải đấu đó.
Sheriff Tiraspol – nằm ở Transnistria – là câu lạc bộ thành công nhất với 21 chức vô địch, tiếp theo là Zimbru Chișinău với 8 lần vô địch và Milsami Orhei với 2 lần vô địch. Petrocub Hîncești, Dacia Chișinău và Tiraspol cũng đã giành chức vô địch 1 lần.

## Danh sách các đội vô địch
| Mùa giải | Vô địch (lần)          | Á quân                 | Hạng ba                | Vua phá lưới (đội)                                                                                  | Số bàn | HLV vô địch (lần)      |
| -------- | ---------------------- | ---------------------- | ---------------------- | --------------------------------------------------------------------------------------------------- | ------ | ---------------------- |
| 1992     | Zimbru Chișinău        | Tiligul-Tiras Tiraspol | Bugeac Comrat          | Serghei Alexandrov (Bugeac Comrat), Oleg Flentea (Constructorul Chișinău)                           | 13     | Sergiu Sîrbu           |
| 1992–93  | Zimbru Chișinău (2)    | Tiligul-Tiras Tiraspol | Moldova Boroseni       | Vladimir Cosse (Tiligul-Tiras Tiraspol)                                                             | 30     | Sergiu Sîrbu (2)       |
| 1993–94  | Zimbru Chișinău (3)    | Tiligul-Tiras Tiraspol | Codru Călărași         | Vladimir Cosse (Tiligul-Tiras Tiraspol) (2)                                                         | 24     | Alexandru Spiridon     |
| 1994–95  | Zimbru Chișinău (4)    | Tiligul-Tiras Tiraspol | Olimpia Bălți          | Vladislav Gavriliuc (Nistru Otaci/ Zimbru Chișinău)                                                 | 20     | Alexandru Spiridon (2) |
| 1995–96  | Zimbru Chișinău (5)    | Tiligul-Tiras Tiraspol | Constructorul Chișinău | Vladislav Gavriliuc (Zimbru Chișinău) (2)                                                           | 34     | Alexandru Spiridon (3) |
| 1996–97  | Constructorul Chișinău | Zimbru Chișinău        | Tiligul-Tiras Tiraspol | Serghei Rogaciov (Constructorul Chișinău/ Olimpia Bălți)                                            | 35     | Alexandru Mațiura      |
| 1997–98  | Zimbru Chișinău (6)    | Tiligul-Tiras Tiraspol | Constructorul Chișinău | Serghei Cleșcenco (Zimbru Chișinău)                                                                 | 25     | Semen Altman           |
| 1998–99  | Zimbru Chișinău (7)    | Constructorul Chișinău | Tiligul-Tiras Tiraspol | Serghei Rogaciov (Sheriff Tiraspol) (2)                                                             | 21     | Semen Altman (2)       |
| 1999–00  | Zimbru Chișinău (8)    | Sheriff Tiraspol       | Constructorul Chișinău | Serghei Rogaciov (Sheriff Tiraspol) (3)                                                             | 20     | Oleksandr Skrypnyk     |
| 2000–01  | Sheriff Tiraspol       | Zimbru Chișinău        | Tiligul-Tiras Tiraspol | Ruslan Barburoș (Haiduc-Sporting/ Agro Chișinău/ Sheriff Tiraspol), David Mujiri (Sheriff Tiraspol) | 17     | Vladimir Zemlianoi     |
| 2001–02  | Sheriff Tiraspol (2)   | Nistru Otaci           | Zimbru Chișinău        | Ruslan Barburoș (Sheriff Tiraspol) (2)                                                              | 17     | Mihai Stoichiță        |
| 2002–03  | Sheriff Tiraspol (3)   | Zimbru Chișinău        | Nistru Otaci           | Serghei Dadu (Tiraspol/ Sheriff Tiraspol)                                                           | 19     | Gavril Balint          |
| 2003–04  | Sheriff Tiraspol (4)   | Nistru Otaci           | Zimbru Chișinău        | Vladimir Shishelov (Zimbru Chișinău)                                                                | 15     | Ihor Nakonechny        |
| 2004–05  | Sheriff Tiraspol (5)   | Nistru Otaci           | Dacia Chișinău         | Catalin Lichioiu (Nistru Otaci)                                                                     | 16     | Leonid Kuchuk          |
| 2005–06  | Sheriff Tiraspol (6)   | Zimbru Chișinău        | Tiraspol               | Aliaksei Kuchuk (Sheriff Tiraspol)                                                                  | 13     | Leonid Kuchuk (2)      |
| 2006–07  | Sheriff Tiraspol (7)   | Zimbru Chișinău        | Nistru Otaci           | Aliaksei Kuchuk (Sheriff Tiraspol) (2)                                                              | 17     | Leonid Kuchuk (3)      |
| 2007–08  | Sheriff Tiraspol (8)   | Dacia Chișinău         | Nistru Otaci           | Igor Picușceac (Tiraspol/ Sheriff Tiraspol)                                                         | 14     | Leonid Kuchuk (4)      |
| 2008–09  | Sheriff Tiraspol (9)   | Dacia Chișinău         | Iskra-Stal Rîbnița     | Oleg Andronic (Zimbru Chișinău)                                                                     | 16     | Leonid Kuchuk (5)      |
| 2009–10  | Sheriff Tiraspol (10)  | Iskra-Stal Rîbnița     | Olimpia Bălți          | Alexandru Maximov (Viitorul), Jymmy França (Sheriff Tiraspol)                                       | 13     | Andrei Sosnitskiy      |
| 2010–11  | Dacia Chișinău         | Sheriff Tiraspol       | Milsami Orhei          | Gheorghe Boghiu (Milsami Orhei)                                                                     | 26     | Igor Dobrovolski       |
| 2011–12  | Sheriff Tiraspol (11)  | Dacia Chișinău         | Zimbru Chișinău        | Wilfried Balima (Sheriff Tiraspol)                                                                  | 18     | Vitali Rashkevich      |
| 2012–13  | Sheriff Tiraspol (12)  | Dacia Chișinău         | Tiraspol               | Gheorghe Boghiu (Milsami Orhei) (2)                                                                 | 16     | Vitali Rashkevich (2)  |
| 2013–14  | Sheriff Tiraspol (13)  | Tiraspol               | Veris Chișinău         | Henrique Luvannor (Sheriff Tiraspol)                                                                | 26     | Veaceslav Rusnac       |
| 2014–15  | Milsami Orhei          | Dacia Chișinău         | Sheriff Tiraspol       | Ricardinho (Sheriff Tiraspol)                                                                       | 19     | Iurie Osipenco         |
| 2015–16  | Sheriff Tiraspol (14)  | Dacia Chișinău         | Zimbru Chișinău        | Danijel Subotić (Sheriff Tiraspol)                                                                  | 12     | Zoran Vulić            |
| 2016–17  | Sheriff Tiraspol (15)  | Dacia Chișinău         | Milsami Orhei          | Ricardinho (Sheriff Tiraspol) (2)                                                                   | 15     | Roberto Bordin         |
| 2017     | Sheriff Tiraspol (16)  | Milsami Orhei          | Petrocub-Hîncești      | Vitalie Damașcan (Sheriff Tiraspol)                                                                 | 13     | Roberto Bordin (2)     |
| 2018     | Sheriff Tiraspol (17)  | Milsami Orhei          | Petrocub Hîncești      | Vladimir Ambros (Petrocub Hîncești)                                                                 | 12     | Goran Sablić           |
| 2019     | Sheriff Tiraspol (18)  | Sfântul Gheorghe       | Petrocub Hîncești      | Yury Kendysh (Sheriff Tiraspol)                                                                     | 12     | Zoran Zekić            |
| 2020–21  | Sheriff Tiraspol (19)  | Petrocub Hîncești      | Milsami Orhei          | Frank Castañeda (Sheriff Tiraspol)                                                                  | 28     | Yuriy Vernydub         |
| 2021–22  | Sheriff Tiraspol (20)  | Petrocub Hîncești      | Milsami Orhei          | Vladimir Ambros (Petrocub Hîncești) (2)                                                             | 17     | Yuriy Vernydub (2)     |
| 2022–23  | Sheriff Tiraspol (21)  | Petrocub Hîncești      | Zimbru Chișinău        | Rasheed Akanbi (Sheriff Tiraspol), Alexandru Dedov (Zimbru Chișinău)                                | 8      | Roberto Bordin (3)     |
| 2023–24  | Petrocub Hîncești      | Sheriff Tiraspol       | Zimbru Chișinău        | Radu Gînsari (Milsami Orhei)                                                                        | 13     | Andrei Martin          |
| 2024–25  | Milsami Orhei (2)      | Sheriff Tiraspol       | Zimbru Chișinău        | Caio Martins (Bălți)                                                                                | 12     | Igor Picușceac         |

Nguồn:

## Thống kê

### Theo câu lạc bộ
| Đội                    | Vô địch | Á quân |
| ---------------------- | ------- | ------ |
| Sheriff Tiraspol       | 21      | 3      |
| Zimbru Chișinău        | 8       | 5      |
| Milsami Orhei          | 2       | 2      |
| Dacia Chișinău         | 1       | 7      |
| Petrocub Hîncești      | 1       | 3      |
| Constructorul Chișinău | 1       | 2      |
| Tiligul Tiraspol       | –       | 6      |
| Nistru Otaci           | –       | 3      |
| Iskra-Stal Rîbnița     | –       | 1      |
| Sfîntul Gheorghe       | –       | 1      |

- Các câu lạc bộ in đậm đang chơi ở Liga 2025–26
- Các câu lạc bộ in nghiêng đã bị giải thể